# Loi sur l'exercice des droits fondamentaux et des prérogatives du peuple québécois et de l'État du Québec
Lire en ligne

texte officiel

La Loi sur l'exercice des droits fondamentaux et des prérogatives du peuple québécois et de l'État du Québec (appelée « loi 99 ») est une loi québécoise présentée par le gouvernement Bouchard. Elle a été adoptée par l'Assemblée nationale le 7 décembre 2000, avec l’appui des députés péquistes et de l'adéquiste Mario Dumont. L'auteur de la loi est Joseph Facal, ministre délégué aux Affaires intergouvernementales canadiennes.
Se voulant une réponse à la Loi sur la clarté référendaire du gouvernement fédéral de Jean Chrétien, la Loi 99 affirme: "Le peuple québécois peut, en fait et en droit, disposer de lui-même. Il est titulaire des droits universellement reconnus en vertu du principe de l’égalité de droits des peuples et de leur droit à disposer d’eux-mêmes." Concrètement, la loi codifie ce principe en stipulant que, lors d'un référendum tenu en vertu de la Loi sur la consultation populaire (tel que le référendum de 1995 sur la souveraineté), la majorité nécessaire pour la victoire d'un camp est de 50% plus un vote. « C’est la loi la plus fondamentale que l’Assemblée ait adoptée », affirme le premier ministre Lucien Bouchard à la fin de l’année 2000.
Dès 2001, une requête est déposée à la Cour supérieure du Québec par Keith Henderson, ancien chef du Parti Égalité, dans le but d'invalider 6 articles de la loi sur 14 (soit les articles 1, 2, 3, 4, 5 et 13). Le Procureur général du Canada se joint à la contestation de la loi 99 en 2013, sous le gouvernement conservateur fédéral de Stephen Harper. En jugement de première instance, la juge Claude Dallaire confirme la validité constitutionnelle des dispositions contestées, dans une décision rendue publique le 19 avril 2018. 
Me Brent Tyler, avocat de Keith Henderson, porte alors cette décision en Cour d'appel. Le 9 avril 2021, la Cour d'appel maintient le jugement de constitutionnalité des articles contestés de la loi. Henderson déclare ensuite ne pas avoir l'intention de porter la cause à la Cour suprême du Canada.